# Les Cent Meilleurs Romans en espagnol du XXe siècle
Les Cent Meilleurs Romans en espagnol du XXe siècle (Las cien mejores novelas en castellano del siglo XX) est une liste de cent romans en langue castillane établie en 2001 par le quotidien espagnol El Mundo, le deuxième journal le plus diffusé en Espagne.

## L'enquête
La sélection a été faite en tenant compte des points de vue de plus de 20 000 lecteurs qui ont envoyé leurs commentaires à la rédaction du journal par courrier traditionnel et par Internet, ainsi que ceux des critiques littéraires.
El Mundo a publié la liste complète des romans sélectionnés par ordre alphabétique des auteurs, et la liste des dix romans arrivés en premier.

## Les dix premiers romans[1]
1. (es) Gabriel García Márquez, Crónica de una muerte anunciada [« Chronique d'une mort annoncée »], 1981.
2. (es) Gabriel García Márquez, Cien años de soledad [« Cent ans de solitude »], 1967.
3. (es) Camilo José Cela, La familia de Pascual Duarte [« La Famille de Pascal Duarte »], 1942.
4. (es) Julio Cortázar, Rayuela [« Marelle »], 1963.
5. (es) Gonzalo Torrente Ballester, Los gozos y las sombras (Trilogie : El señor llega, Donde da la vuelta el aire, La Pascua triste) [« Les Délices et les ombres (Le seigneur arrive, Au gré des vents, Pâques amères) »], 1957, 1960, 1962.
6. (es) Miguel de Unamuno, La tía Tula, 1907-1921.
7. (es) Juan Rulfo, Pedro Páramo, 1955.
8. (es) Camilo José Cela, La colmena [« La Ruche »], 1951.
9. (es) Miguel Delibes, Los santos inocentes [« Les Saints Innocents »], 1981.
10. (es) Mario Vargas Llosa, La ciudad y los perros [« La Ville et les Chiens »], 1962.

## Les cent romans sélectionnés[2]

### Auteurs de A à B
- (es) es:Ignacio Agustí, Mariona Rebull.
- (es) Isabel Allende, La casa de los espíritus [« La Maison aux esprits »], 1982.
- (es) Fernando Arrabal, es:La torre herida por el rayo [« La Tour prends garde »], 1983.
- (es) Miguel Ángel Asturias, Hombres de maíz, 1949.
- (es) Miguel Ángel Asturias, El señor Presidente, 1946.
- (es) Max Aub, Las buenas intenciones [« Les bonnes intentions »], 1954.
- (es) Francisco Ayala, La cabeza del cordero.
- (es) Arturo Barea, La forja de un rebelde(Trilogie : La forja, La ruta, La llama), 1951.
- (es) Pío Baroja, La lucha por la vida (Trilogie : La busca, La mala hierba, Aurora roja), 1904-1905.
- (es) Pío Baroja, Zalacaín el aventurero, 1909.
- (es) Pío Baroja, Las inquietudes de Shanti Andía, 1911.
- (es) Mario Benedetti, La tregua [« La Trêve »], 1960.
- (es) Juan Benet, Volverás a Región [« Tu reviendras à Région »], 1966.
- (es) Vicente Blasco Ibáñez, Cañas y barro [« Boue et roseaux »], 1902.
- (es) Vicente Blasco Ibáñez, Los cuatro jinetes del Apocalipsis [« Les Quatre Cavaliers de l'apocalypse »], 1916.
- (es) Jorge Luis Borges, Ficciones [« Fictions »], 1944.
- (es) Alfredo Bryce Echenique, La vida exagerada de Martín Romaña [« La Vie exagérée de Martín Romaña »], 1981.

### Auteurs de C à F
- (es) José Manuel Caballero Bonald, Agata, ojo de gato, 1974.
- (es) Guillermo Cabrera Infante, Tres tristes tigres [« Trois tristes tigres »], 1964-1967.
- (es) Guillermo Cabrera Infante, La Habana para un infante difunto [« La Havane pour un Infante défunt »], 1979.
- (es) Alejo Carpentier, El siglo de las luces [« Le Siècle des Lumières »], 1962.
- (es) Camilo José Cela, La familia de Pascual Duarte [« La Famille de Pascal Duarte »], 1942.
- (es) Camilo José Cela, San Camilo 1936, 1969.
- (es) Camilo José Cela, La colmena [« La Ruche »], 1951.
- (es) Rosa Chacel, Barrio de Maravillas, 1976.
- (es) Julio Cortázar, Rayuela [« Marelle »], 1963.
- (es) Álvaro Cunqueiro, Las mocedades de Ulises, 1960.
- (es) Miguel Delibes, es:Cinco horas con Mario [« Cinq heures avec Mario »], 1966.
- (es) Miguel Delibes, es:La sombra del ciprés es alargada [« L'ombre du cyprès est allongée »], 1947.
- (es) Miguel Delibes, Los santos inocentes [« Les Saints Innocents »], 1981.
- (es) José Donoso, El obsceno pájaro de la noche [« L'Obscène Oiseau de la nuit »], 1970.
- (es) Jorge Edwards, Museo de cera [« Le Musée de cire »], 1981.
- (es) Laura Esquivel, Como agua para chocolate [« Chocolat amer »], 1989.
- (es) Lucía Etxebarría, es:Beatriz y los cuerpos celestes [« Béatriz et les corps célestes »], 1998.
- (es) Fernando Fernán Gómez, El viaje a ninguna parte [« Voyage vers nulle part »], 1985.
- (es) Jesús Fernández Santos, Extramuros, 1978.
- (es) es:Jesús Ferrero, 'Bélver Yin, 1982.
- (es) Agustín de Foxá, Madrid, de corte a checa, 1938.

### Auteurs de G à L
- (es) Antonio Gala, La pasión turca, 1993.
- (es) Gabriel García Márquez, El coronel no tiene quién le escriba [« Pas de lettre pour le colonel »], 1961.
- (es) Gabriel García Márquez, Crónica de una muerte anunciada [« Chronique d'une mort annoncée »], 1981.
- (es) Gabriel García Márquez, Cien años de soledad [« Cent ans de solitude »], 1967.
- (es) Rafael García Serrano, Plaza del Castillo, 1951.
- (es) José María Gironella, Los cipreses creen en Dios, 1953.
- (es) Juan Goytisolo, Señas de identidad [« Pièces d'identité »], 1966.
- (es) Almudena Grandes, Las edades de Lulú [« les vies de Loulou »], 1989.
- (es) Carmen Laforet, Nada [« Rien »], 1944.
- (es) Luis Landero, Juegos de la edad tardía, 1989.
- (es) Antonio Larreta, Volavérunt, 1980.
- (es) José Lezama Lima, Paradiso, 1966.

### Auteurs de M à O
- (es) Antonio Machado, Juan de Mairena, 1936.
- (es) Javier Marías, Corazón tan blanco [« Un cœur si blanc »], 1992.
- (es) Juan Marsé, La oscura historia de la prima Montse [« L'Obscure histoire de la cousine Montse »], 1970.
- (es) Carmen Martín Gaite, Entre visillos [« À travers les persiennes »], 1957.
- (es) Carmen Martín Gaite, Retahílas, 1974.
- (es) Gustavo Martín Garzo, Las historias de Marta y Fernando, 1999.
- (es) Luis Martín Santos, Tiempo de silencio [« Temps de silence »], 1961-1981.
- (es) Ana María Matute, Pequeño teatro, 1954.
- (es) Eduardo Mendoza, La ciudad de los prodigios [« La Ville des prodiges »], 1986.
- (es) Gabriel Miró, El obispo leproso [« L'évêque lépreux »], 1926.
- (es) Terenci Moix, No digas que fue un sueño, 1986.
- (ca) Terenci Moix, El día que murió Marilyn, 1969-1998.
- (es) Rosa Montero, La hija del caníbal [« La Fille du Cannibale »], 1997.
- (es) Augusto Monterroso, Movimiento perpetuo [« 'Mouvement perpétuel »], 1972.
- (es) Manuel Mujica Láinez, Bomarzo, 1962.
- (es) Antonio Muñoz Molina, El jinete polaco, 1991.
- (es) Juan Carlos Onetti, El Astillero [« La Vie brève »], 1950.

### Auteurs de P à T
- (es) Fernando del Paso, José Trigo, 1966.
- (es) Octavio Paz, Tiempo nublado [« Tiempo Nublado (Une planète et quatre ou cinq mondes. Réflexions sur l'histoire contemporaine) »], 1983.
- (es) Ramón Pérez de Ayala, A.M.D.G. [« A.M.D.G. »], 1910.
- (es) Arturo Pérez-Reverte, El maestro de esgrima [« Le Maître d'escrime »], 1988.
- (es) Juan Manuel de Prada, Las máscaras del héroe [« Les Masques du héros »], 1996.
- (es) Manuel Puig, El beso de la mujer araña [« Le Baiser de la femme-araignée »], 1976.
- (es) Rosa Regàs, Azul, 1994.
- (es) Augusto Roa Bastos, Yo, el Supremo [« Moi, le Suprême »], 1974.
- (es) Juan Rulfo, Pedro Páramo, 1955.
- (es) Ernesto Sábato, Sobre héroes y tumbas [« Héros et Tombes »], 1961.
- (es) José Luis Sampedro, Octubre, octubre [« Octobre, octobre »], 1981.
- (es) José Luis Sampedro, La sonrisa etrusca [« Le sourire étrusque »], 1985.
- (es) Fernando Sánchez Dragó, El camino del corazón.
- (es) Rafael Sánchez Ferlosio, Alfanhuí [« Inventions et pérégrinations d’Alfanhuí »], 1951.
- (es) Rafael Sánchez Ferlosio, El Jarama [« Les Eaux du Jarama »], 1955.
- (es) Ramón J. Sender, Réquiem por un campesino español [« Requiem pour un paysan espagnol »], 1953.
- (es) Antonio Skármeta, Ardiente paciencia, 1985.
- (es) Gonzalo Torrente Ballester, Los gozos y las sombras (Trilogie : El señor llega, Donde da la vuelta el aire, La Pascua triste) [« Les Délices et les ombres, 3 volumes : Le seigneur arrive, Au gré des vents, Pâques amères »], 1957, 1960, 1962.
- (es) Gonzalo Torrente Ballester, La saga/fuga de J. B., 1972.
- (es) Felipe Trigo, Jarrapellejos (Vida arcádica, feliz e independiente de un español representativo), 1914.

### Auteurs de U à Z
- (es) Francisco Umbral, La leyenda del César visionario, 1992.
- (es) Francisco Umbral, Las ninfas, 1975.
- (es) Francisco Umbral, Mortal y rosa, 1975.
- (es) Miguel de Unamuno, La tía Tula, 1907-1921.
- (es) Miguel de Unamuno, Niebla, 1914.
- (es) Zoé Valdés, La nada cotidiana [« Le Néant quotidien »], 1996.
- (es) Ramón María del Valle-Inclán, Sonatas (Sonata de Otoño, Sonata de Estío, Sonata de Primavera, Sonata de Invierno), 1902-1905.
- (es) Ramón María del Valle-Inclán, Tirano Banderas, 1926.
- (es) Mario Vargas Llosa, Conversación en La Catedral [« Conversation à la Cathédrale »], 1968.
- (es) Mario Vargas Llosa, La ciudad y los perros [« La Ville et les Chiens »], 1962.
- (es) Mario Vargas Llosa, Lituma en Los Andes [« Lituma dans les Andes »], 1993.
- (es) Manuel Vázquez Montalbán, Los mares del Sur [« Les Mers du Sud »], 1979.
- (es) Manuel Vázquez Montalbán, Galíndez, 1991.